# Brallo di Pregola
Brallo di Pregola (Bràl ēd Preigöra in dialetto locale) è un comune italiano di 467 abitanti della provincia di Pavia in Lombardia. 

## Geografia
Si trova nel punto più meridionale della regione Lombardia nell'Oltrepò Pavese, di cui comprende la cima più alta, il monte Lesima (1724 m s.l.m.). Gli compete una parte del tratto iniziale della valle Staffora e la valletta del suo affluente Montagnola, e un tratto del lato sinistro della val Trebbia e la valle del suo affluente Avagnone che sfocia nel fiume Trebbia, fiume che segna il confine regionale fra la Lombardia e l'Emilia-Romagna. Le due valli sono collegate dal passo del Brallo su cui sorge l'omonimo capoluogo.

## Storia
Il territorio fu abitato nella preistoria. Il toponimo di Brallo è di verosimile origine celtica con il significato di "pascolo", "alpeggio" (Cfr. toponimi di La Braille, La Braye, Le Brâ in Savoia e in Svizzera Francese) ma il paese è di recentissimo sviluppo. Il centro principale storico è Pregòla, citato per la prima volta come Predalia, nel diploma di Ottone I del 972. Ne contempo si riconferma il territorio nei possedimenti dell'abbazia di San Colombano di Bobbio.

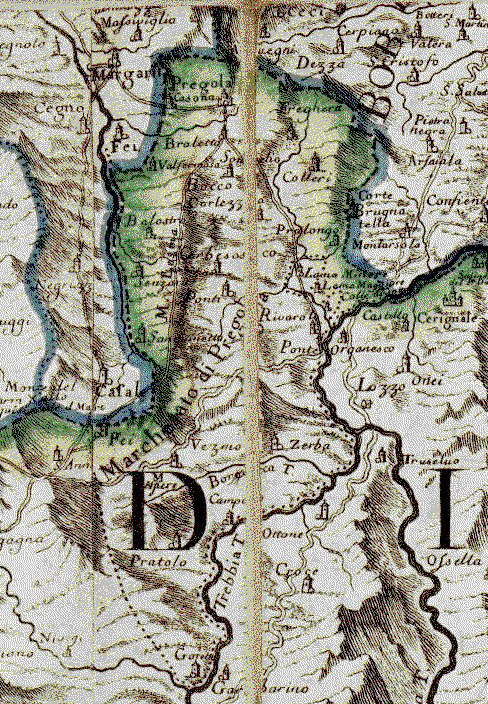
Il Marchesato di Pregola (dalla Carta del Borgonio, sec.XVII)

Appartenne al marchesato di Pregola dei Malaspina dalla concessione imperiale di Federico Barbarossa del 1164, nel cui diploma è nominata Petra Groa, l'attuale Pregola; tali diritti vennero riconfermati nel 1220 da Federico II, da Carlo IV nel 1355 e Carlo V nel 1541. Al territorio venne annessa anche la località di Dezza un tempo dipendenza monastica e poi vescovile di Bobbio.
Nelle divisioni del marchesato pervenne (1221) al ramo dello "Spino Secco", attestato in val Trebbia, e nelle ulteriori divisioni si definì la linea dei marchesi di Pregola, il cui territorio, oltre all'attuale comune del Brallo, comprendeva verso sud tutto il versante sinistro della val Trebbia fino nell'attuale provincia di Genova comprendendo Brallo, Dezza, Casone, Valformosa, Vezimo, Pei e Isola, Alpe e Artana, Zerba, Campi, sotto il Groppo, e Gorreto.
Il feudo era diviso in quattro quartieri, il primo quartiere era detto di Pregola, il secondo di Zerba, il terzo di Pei ed il quarto di Campi. Fin dal XVIII secolo il marchesato di Pregola fu oggetto di una violenta contesa diplomatica tra il Sacro Romano Impero, che pretendeva che si trattasse di un feudo imperiale, esente da ogni altra giurisdizione, e il ducato di Milano (sotto sovranità spagnola) che lo considerava come gli altri feudi malaspiniani che i Visconti e gli Sforza avevano costretto alla sottomissione.  Era stato in effetti concesso dall'imperatore a Oliviero Malaspina nel 1541.
Dal 1692, con la morte di Antonio (1665-92), la linea primogenita detenne il marchesato di Godiasco, mentre Pregòla rimase al figlio minore Giuseppe a cui successero Baldassarre e Antonio. 
Nel 1643 Doralice sposò il marchese Florio Malaspina di Oramala, portando in dote una quota di Pregòla, finché il nipote Giovanni la vendé nel 1705 al marchese Carlo Malaspina (-1765) del ramo di Godiasco. Per motivi ereditari il feudo è divenuto intanto un condominio con altri rami della famiglia e con i marchesi Spinola Pallavicino di Cabella che, con Gerolamo, ne avevano usurpato nel 1660 alcune porzioni pro quota.
La disputa sulla natura imperiale del feudo esplose ancor più violenta quando l'Oltrepò passò ai Savoia: il marchesato entrò sotto l'alta sovranità dei Savoia (1736), i quali nel 1743 fecero pressioni politiche su Baldassarre, ultimo marchese titolare del feudo sovrano del ramo di Pregòla, (minacciandone la confisca dei beni) per rinunciare ai suoi diritti feudali ed assorbire il marchesato nella neonata provincia di Voghera poi dal 1773 di Bobbio. L'Impero inviò persino delle truppe di guarnigione per impedire che il marchesato fosse annesso al Piemonte, ma nonostante tutto si pervenne all'estromissione di Baldassarre e del figlio Antonio del ramo di Pregòla, che preferirono l'esilio alla cessione dei diritti feudali.
Unito con il Bobbiese al Regno di Sardegna nel 1743, in base al Trattato di Worms, entrò a far parte poi della provincia di Bobbio, il comune subì alcune modifiche territoriali e la frazione di Dezza passò al comune di Bobbio.
Il feudo era governato pro quota dai vari rami familiari dei Malaspina:
- - Corrado Malaspina di Pregòla (1724-11.3.1777) del ramo di Godiasco dello Spino secco (figlio di Carlo), possedeva la quota di 1/9 e alla sua morte la vedova Maria Teresa del Pozzo Farnese di Castelnuovo divenne pensionaria dei Savoia e si ritirò a Torino con il figlio Riccardo Maria Vittoriano (-1817) pretendente del feudo;
- - Ercole III Malaspina marchese di Oramala e Filetto (1750-97) per la quota di 1/3;
- - Francesco Agostino Malaspina marchese di Santa Margherita (1749-57), per la quota di 1/9
- - Antonio Giuseppe Malaspina marchese di Orezzoli (-1786), per la quota di 1/9
- - infine dal 1660 agli Spinola Pallavicino marchesi di Cabella per la quota di 1/3.

Nel 1782 Gian Galeazzo Malaspina marchese di Santa Margherita, Antonio Giuseppe Malaspina marchese di Orezzoli, eredi di Corrado Malaspina di Pregòla (la cui vedova Maria Teresa Farnese dal Pozzo dal 1777 era divenuta pensionaria dei Savoia) e Giovan Carlo Spinola Pallavicino, rivendicarono presso la corte di Vienna le loro prerogative feudali nei confronti della politica annessionista dei Savoia, facendo intervenire nuovamente l'imperatore.
Nel 1789 cessò di essere marchesato e venne compreso nel marchesato di Santa Margherita. 
Nel 1794 il borgo divenne tristemente noto per la concatenazione di misfatti commessi a danni dei valligiani dal giovane Marcantonio Vespri, detto "Il Macellaio di Pregola"
Nel 1801 il territorio fu annesso alla Francia napoleonica fino al 1814. Con l'arrivo di Napoleone e la soppressione dei feudi imperiali il quartiere di Pregola divenne comune di Pregola. Nel 1848 come parte della provincia di Bobbio passò dalla Liguria al Piemonte, nel 1859 entrò a far parte nel circondario di Bobbio della nuova provincia di Pavia e quindi della Lombardia. Dopo la soppressione del circondario di Bobbio (1923) il Comune di Pregola rimase assegnato alla provincia di Pavia.
Successivamente si sviluppò il nuovo centro di Brallo, sul passo omonimo, e il comune nel 1958 prese il nome attuale di Brallo di Pregola.

### Simboli
Lo stemma e il gonfalone sono stati concessi con decreto del presidente della Repubblica del 15 luglio 1983.
La corona da marchese è un riferimento alla famiglia Malaspina che  tenne il feudo fino al 1789; il castello ricorda l'antica fortificazione posta tra le montagne del Brallo, su uno sperone roccioso attorno al quale, assieme alla chiesa, era l'antico nucleo di Pregola; la figura del monte sottolinea la posizione geografica e l'altitudine del comune.
Il gonfalone è un drappo partito di bianco e azzurro.

## Monumenti e luoghi d'interesse
- Riserva naturale Le Torraie
- Borgo fantasma di Rovaiolo Vecchio
- Cascate di Sant'Ettore
- Spiaggia del Sassone di Trebbia
- Osservatorio astronomico Astrobrallo

### Architetture religiose

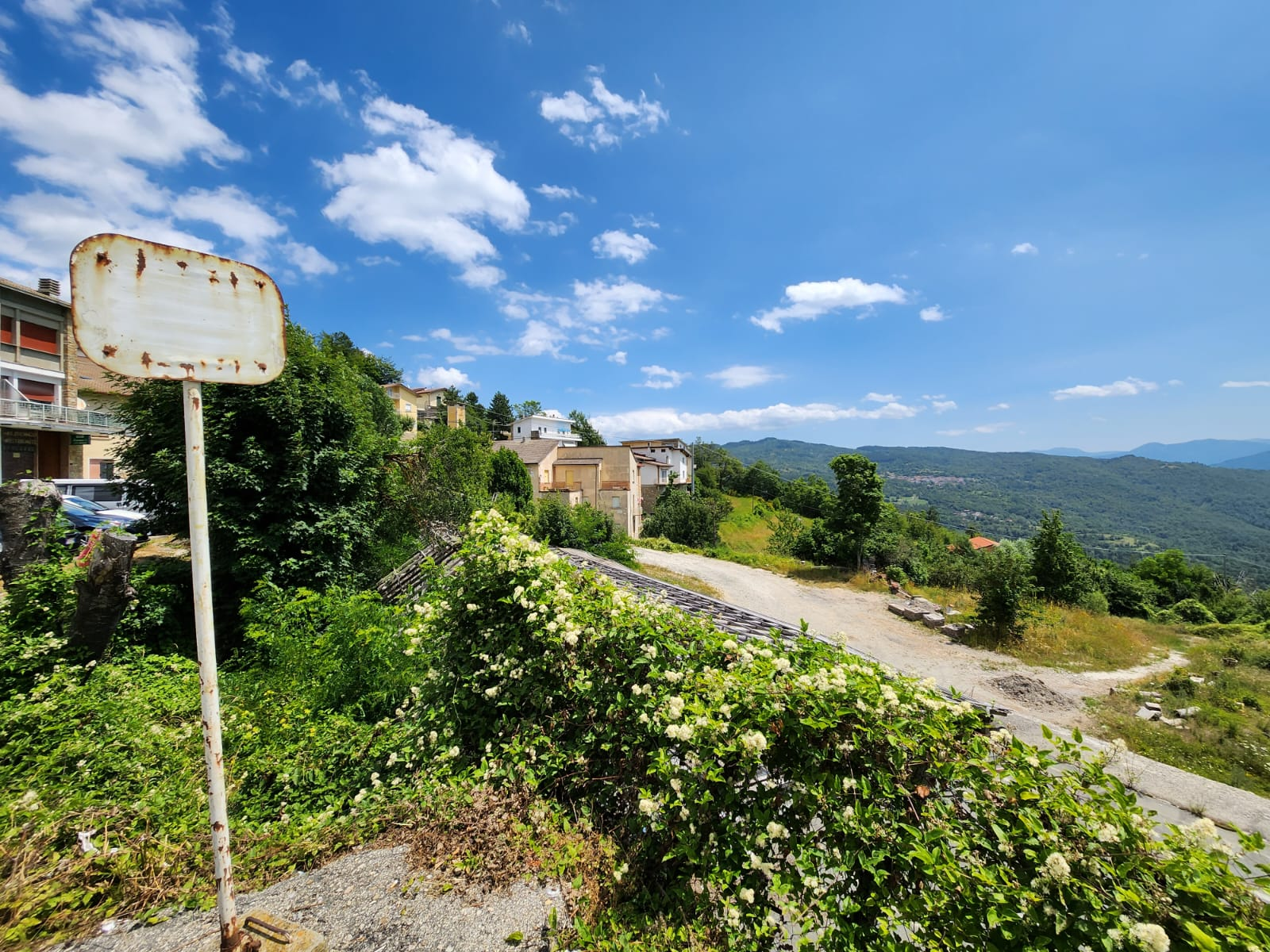
Vista dalla piazza principale

Le parrocchie dipendono dalla Diocesi di Tortona, tranne i territori delle frazioni delle due enclavi, corrispondenti alle località Lama Superiore e Valle Inferiore, facenti parte del comune di Corte Brugnatella in provincia di Piacenza e delle adiacenti frazioni di Colombaie, Lama Inferiore (Oratorio di San Gioacchino), Pianazza, Pianellette, Pietranatale, Pratolungo, Rovaiolo, Tomba, Valle Superiore ed altre poste nel comune di Brallo di Pregola ma dipendenti dalla parrocchia dell'antica Pieve di Montarsolo di Corte Brugnatella del vicariato di Bobbio, Alta Val Trebbia, Aveto e Oltre Penice della Diocesi di Piacenza-Bobbio.

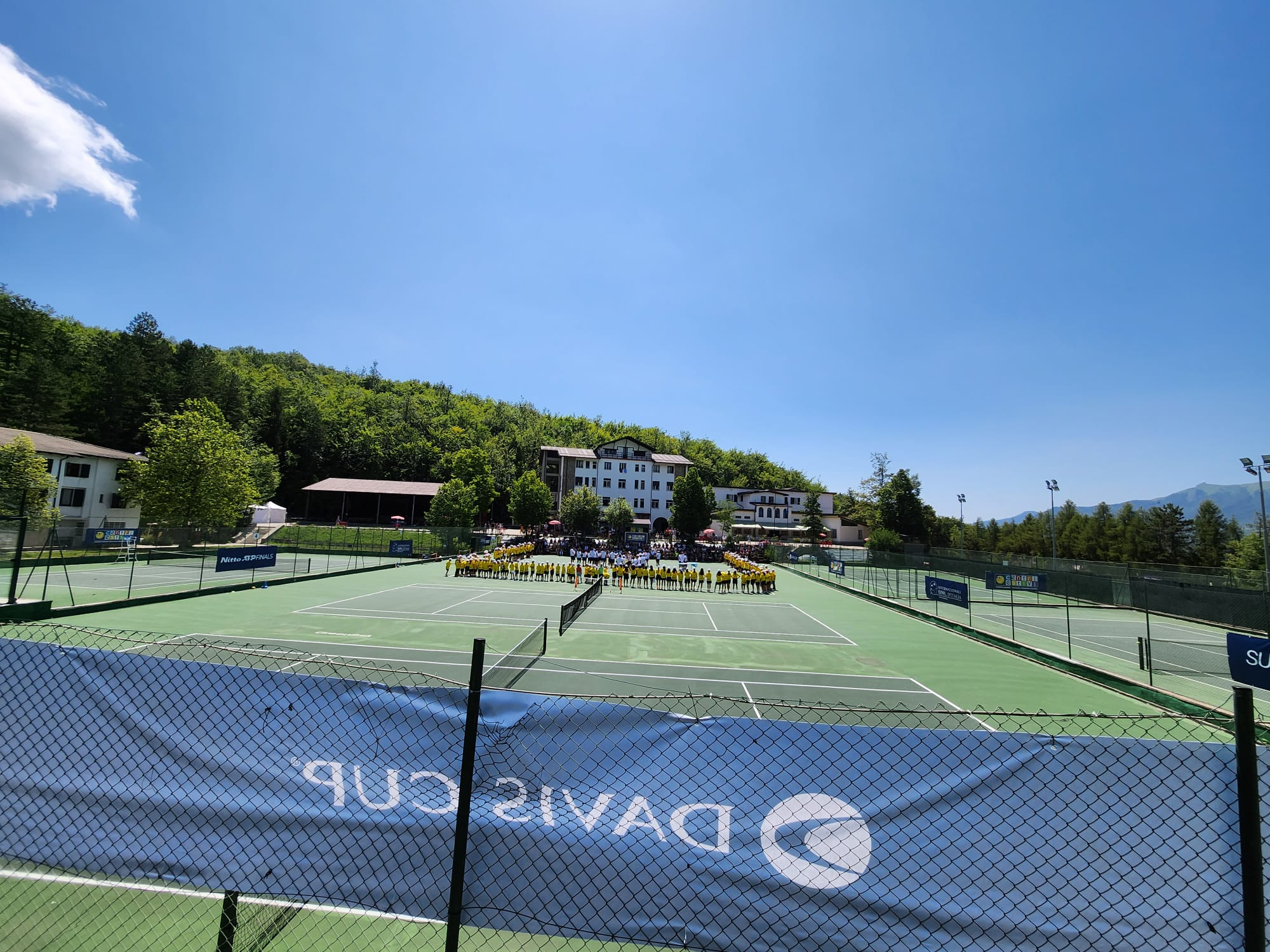
Il Centro federale tennis di Pregola, meta estiva di bambini e ragazzi. La struttura ha decine di campi, sia in cemento che in terra rossa

- Chiesa parrocchiale di Sant'Agata Vergine e Martire in Pregola. Un tempo dipendente dalla pieve di San Germano di Varzi, dal XVI secolo è attestata come parrocchiale. Tra il 1805 e il 1817, nel periodo della soppressione della diocesi di Tortona, la parrocchia di Pregola fu inclusa nel distretto ecclesiastico di Bobbio e nel vicariato di Montarsolo.
- Chiesa di Maria Madre della Chiesa, al Passo del Brallo.
- Oratorio di Maria Ausiliatrice, nella frazione di Bralello, dipendente dalla parrocchia di Pregola.
- Oratorio di San Carlo, nella frazione Casone, dipendente dalla parrocchia di Pregola.
- Chiesa di San Lorenzo, nella frazione Valformosa, dipendente dalla parrocchia di Pregola.
- Chiesa parrocchiale di San Giovanni Battista, nella frazione di Cencerate. Un tempo dipendente dalla pieve di San Germano di Varzi, dal XVI secolo è attestata come parrocchiale. Tra il 1805 e il 1817, nel periodo della soppressione della diocesi di Tortona, la parrocchia di Cencerate (o Cencerato) fu inclusa nel distretto ecclesiastico di Bobbio e nel vicariato di Montarsolo.
- Chiesa di San Fermo, nella frazione Barostro, dipendente dalla parrocchia di Cencerate.
- Chiesa parrocchiale di Sant'Innocenzo, nella frazione di Colleri. Un tempo dipendente dalla pieve di San Germano di Varzi, dal XVI secolo è attestata come parrocchiale. Tra il 1805 e il 1817, nel periodo della soppressione della diocesi di Tortona, la parrocchia di Colleri fu inclusa nel distretto ecclesiastico di Bobbio e nel vicariato di Montarsolo. Fino a 30 anni fa dalla chiesa si celebrava il 2-3 maggio l'antica festa della Santa Croce con una grande e lunga processione musicale notturna con questua delle uova, che toccava molti paesi nei dintorni e ritornava a Colleri. La festa toccava l'ultimo territorio monastico dei monaci dell'Abbazia di Bobbio rimasto fino alla soppressione del 1803.
- Oratorio di San Rocco, nella frazione di Feligara, dipendente dalla parrocchia di Colleri.
- Chiesa dei Santi Gervasio e Protasio, nella frazione di Someglio, risalente al medioevo e dipendente dalla parrocchia di Colleri.
- Chiesa parrocchiale dei Ss. Colombano e Marziano, nella frazione di Corbesassi, dedicata a San Marziano e al missionario irlandese San Colombano, fondatore dell'Abbazia di Bobbio; sorta sui resti di un antico edificio fondato dai monaci bobbiesi. La parrocchia di Corbesassi risultava già esistente nel XVI secolo con la denominazione di San Colombano. Nel XVII secolo la parrocchia fu soppressa e unita alla parrocchia di Colleri, venne ripristinata dopo il 1900.
- Oratorio di Sant'Anna, nella frazione Ponti, dipendente dalla parrocchia di Corbesassi.

La Chiesa di Sant'Agata Vergine e Martire a Pregola, sullo sfondo il monte Lesima.

### Architetture storiche militari
- Castello di Pregola, di proprietà dei Malaspina, venne distrutto nel 1571.

## Enclave
All'interno del territorio comunale vi sono due enclavi, corrispondenti alle località Lama superiore e Valle inferiore, facenti parte del comune di Corte Brugnatella in provincia di Piacenza: queste due località costituiscono dei rari esempi di enclavi interregionali.

## Società

### Evoluzione demografica
Abitanti censiti

## Cultura
Questo paese fa parte del territorio culturalmente omogeneo delle Quattro Province (Alessandria, Genova, Pavia, Piacenza), caratterizzato da usi e costumi comuni e da un importante repertorio di musiche e balli molto antichi. Strumento principe di questa zona è il piffero appenninico che accompagnato dalla fisarmonica, e un tempo dalla müsa (cornamusa appenninica), guida le danze e anima le feste.

### Festività
- Festa del paese: 16 agosto S.Rocco
- Festa medioevale Fantastico Rinascimento[11] con i Marchesi Malaspina di Pregola: agosto, tra Brallo e Pregola, con bancarelle, balletti, sfilate in costume, spettacoli di equitazione, cori, giochi e pranzi tipici per tutto il giorno.
- Festa della patata: 2ª domenica di settembre.

## Amministrazione
| Periodo           | Periodo           | Primo cittadino               | Partito                                            | Carica                  | Note          |
| ----------------- | ----------------- | ----------------------------- | -------------------------------------------------- | ----------------------- | ------------- |
| 13 maggio 1985    | 7 maggio 1990     | Primo Maruffi                 | Partito Socialista Italiano                        | Sindaco                 | [ 12 ]        |
| 7 maggio 1990     | 24 aprile 1995    | Primo Maruffi                 | Partito Socialista Italiano                        | Sindaco                 | [ 12 ]        |
| 24 aprile 1995    | 14 giugno 1999    | Osvaldo Ravetta               | Coalizione di Centro                               | Sindaco                 | [ 12 ]        |
| 14 giugno 1999    | 14 giugno 2004    | Osvaldo Ravetta               | Lista civica di Centro                             | Sindaco                 | [ 12 ]        |
| 14 giugno 2004    | 8 giugno 2009     | Bruno Tagliani                | Lista civica di Centro Insieme per Brallo          | Sindaco                 | [ 12 ]        |
| 8 giugno 2009     | 26 maggio 2014    | Bruno Tagliani                | Lista civica di Centro Insieme per Brallo          | Sindaco                 | [ 12 ]        |
| 26 maggio 2014    | 28 settembre 2015 | Christos Chlapanidas          | Lista civica di Centro Uniti per Brallo            | Sindaco                 | [ 12 ] [ 13 ] |
| 28 settembre 2015 | 6 giugno 2016     | Daniele Bernardo              |                                                    | Commissario prefettizio | [ 14 ]        |
| 6 giugno 2016     | 4 ottobre 2021    | Christos Chlapanidas          | Lista civica di Centro Uniti per Brallo            | Sindaco                 | [ 12 ]        |
| 4 ottobre 2021    | in carica         | Piergiacomo Giuliano Gualdana | lista civica di centro-destra Il Brallo che vorrei | Sindaco                 | [ 12 ]        |

### Comunità montane
Fa parte della fascia montana della Comunità Montana Oltrepò Pavese.

## Infrastrutture e trasporti
È attraversato dalla strada provinciale 186 del Passo del Brallo dell'omonimo passo, valico che mette in comunicazione la valle Staffora con la Val Trebbia e con la parte pavese della val Tidone. La strada provinciale 186 si diparte dalla strada statale 461 del Passo del Penice (strada collega Voghera a Bobbio, nel piacentino) a Varzi e prosegue attraverso i comuni di Menconico e Santa Margherita di Staffora fino a Brallo di Pregola, comune che ospita il valico. Oltrepassato quest'ultimo la strada scende lungo la valle dell'Avagnone in un insieme di curve e stretti tornanti in val Trebbia, innestandosi alla strada statale 45 di Val Trebbia (strada che collega Genova a Piacenza) in località Ponte Organasco, nel comune di Cerignale.